# Малые Кайлы
Малые Кайлы — посёлок в Куйбышевском районе Новосибирской области. Входит в состав Октябрьского сельсовета.

## География
Находится у озера Большие Кайлы. Площадь посёлка — 3 гектара.

## История
Решением Куйбышевского районного Собрания представителей населения от 23.06.95 «О наименовании вновь возникших населенных пунктов» появились названия посёлков «Заречный» и «Малые Кайлы» Октябрьского сельсовета Куйбышевского района.
Образован решением Законодательного Собрания Новосибирской области от 24 августа 1995 года «Об образовании населенных пунктов в Куйбышевском районе Новосибирской области»

## Население
| 2002 | 2007 | 2010 |
| ---- | ---- | ---- |
| 68   | ↗79  | ↘59  |

## Инфраструктура
В посёлке по данным на 2007 год отсутствует социальная инфраструктура.